# 洗馬駅 (京畿道)
洗馬駅（セマえき）は、大韓民国京畿道烏山市細橋洞にある、韓国鉄道公社（KORAIL）の駅。
乗り入れている路線は、線路名称上は京釜線であるが、当駅には電車線を走る京釜電鉄線（首都圏電鉄1号線）電車のみが停車する。駅番号は(P158)。

## 駅構造
相対式ホーム2面2線と、その中間に通過線2線の計2面4線を有する高架駅である。通過線2線は京釜線の列車が通過する。
カーブの途中に当駅が建設されたため、電車とホームの間が広く空く箇所がある。
出口は1ヶ所ある。

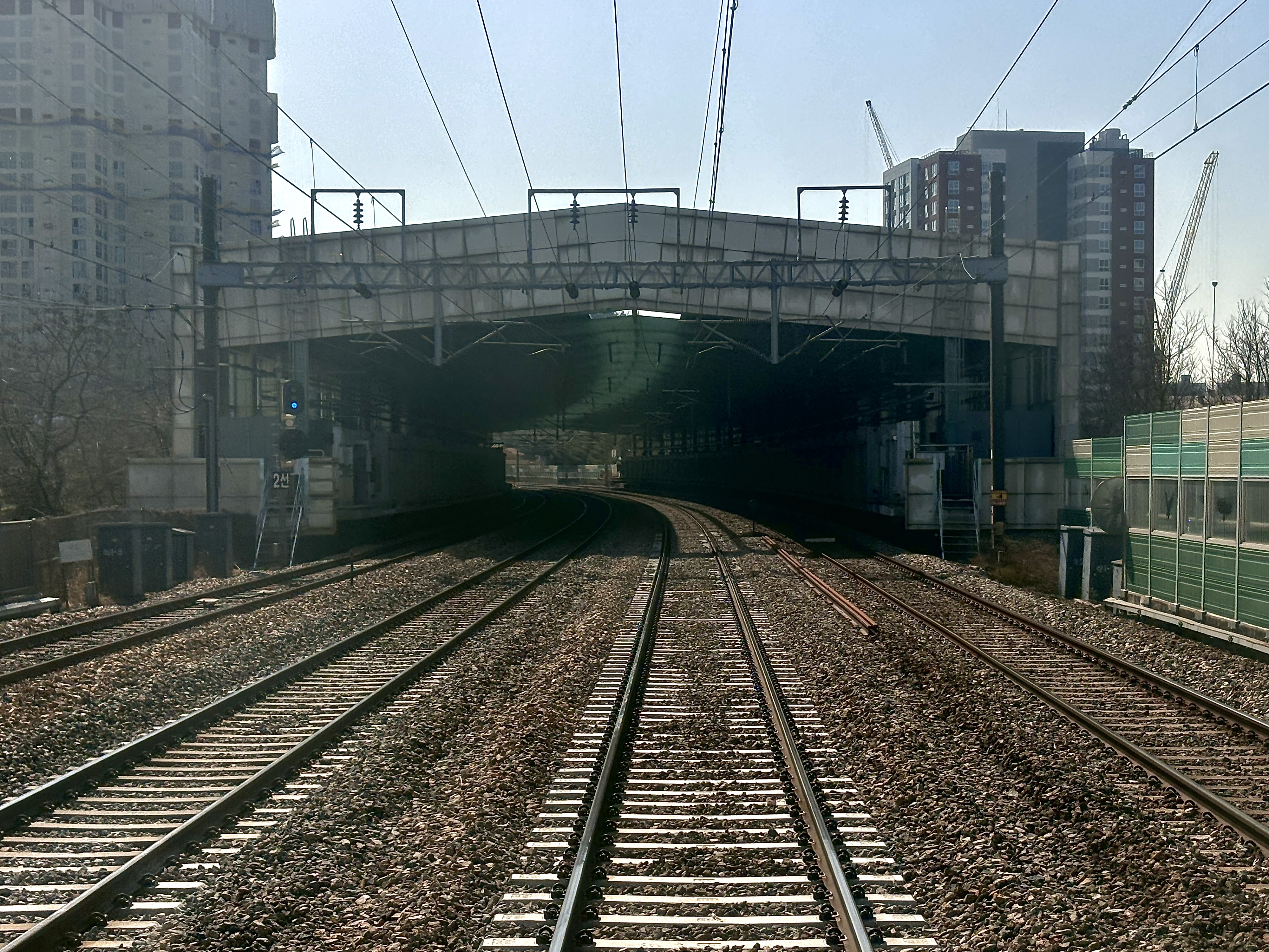
線路とホーム (2024年3月)

### のりば
| 1 | 京釜電鉄線 | 水原・九老・ソウル駅・清凉里方面 |
| 2 | 京釜電鉄線 | 烏山・平沢・天安・新昌方面       |

## 利用状況
近年の一日平均乗車人員推移は下記の通り。
| 路線       | 乗車人員 | 乗車人員 | 乗車人員 | 乗車人員 | 乗車人員 | 乗車人員 | 乗車人員 | 乗車人員 | 乗車人員 | 注 釈 |
| 路線       | 2005年   | 2006年   | 2007年   | 2008年   | 2009年   | 2010年   | 2011年   | 2012年   | 2013年   | 注 釈 |
| ---------- | -------- | -------- | -------- | -------- | -------- | -------- | -------- | -------- | -------- | ----- |
| 京釜電鉄線 | 205      | 306      | 351      | 403      | 748      | 1841     | 2259     | 2229     | 2293     | [ 1 ] |

## 駅周辺
周辺は細橋新都市に含まれており、開発中である。
- 洗馬洞住民センター
- 洗馬高等学校
- 洗馬中学校
- 光星初等学校
- 住公2団地アパート
- 首都圏第二循環高速道路 北烏山インターチェンジ（朝鮮語版）

## 歴史
1990年中期の計画での仮称は竹美駅であった。
- 2005年12月27日 - 開業。

## 隣の駅
韓国鉄道公社
京釜電鉄線
急行
通過
緩行
餅店駅 (P157) - 洗馬駅 (P158) - 烏山大駅 (P159)　